# 大口東総合病院
大口東総合病院（おおぐちひがしそうごうびょういん）は、神奈川県横浜市神奈川区に所在する医療機関。

## 診療科
- 内科
- 小児科
- 外科
- 整形外科
- 皮膚科
- 泌尿器科
- 眼科
- 耳鼻科
- 形成外科・美容外科

このほか院外に「おおぐち病児保育室」を設けている。

## 交通
- JR横浜線大口駅東口より徒歩2分
- 首都高速神奈川1号横羽線子安出入口より車で5分

## 機関指定
- 保険医療機関[1]
- 労災保険指定医療機関[4]
- 生活保護法指定医療機関[5]
- 結核指定医療機関[5]
- 身体障害者福祉法指定医の配置されている医療機関[5]
- 指定養育医療機関[5]
- 戦傷病者特別援護法指定医療機関[5]
- 公害医療機関[5]
- 救急告示病院[6]
- 二次救急医療機関[6]

### 学科認定
- 日本麻酔科学会認定病院[7]
- 日本泌尿器科学会専門医研修施設[8]
- 日本大腸肛門病学会認定施設[8]